# مالين بيترسن
مالين بيترسن (بالسويدية: Malin Petersen)‏ هي متسابقة الحدث سويدية، ولدت في 31 يناير 1981 في Alva, Gotland ‏ في السويد.

## وصلات خارجية
- مالين بيترسن على موقع الاتحاد الدولي للفروسية (الإنجليزية)
- مالين بيترسن على موقع FEI (رابط بديل) (الإنجليزية)
- مالين بيترسن على موقع أوليمبيديا (الإنجليزية)
- مالين بيترسن على موقع اللجنة الأولمبية السويدية (السويدية)